# Kuitaart
Kuitaart is een klein dorp in de gemeente Hulst, in de Nederlandse provincie Zeeland, met 245 inwoners (1 januari 2023).
Het dorp wordt doorsneden door de N689 (Terhole - Perkpolder). Kuitaart is na 1615 (toen de Oostvogelpolder werd herdijkt) ontstaan als dijkdorp. Ten zuiden van Kuitaart lag vroeger Klein Kuitaart. Direct ten zuiden en westen van Kuitaart ligt de kreek en natuurgebied De Vogel. Deze voormalige zeegeul werd ingedamd in 1615 en in 1648 was er sprake van een brug over het kreekrestant ter hoogte van Kuitaart. De kreek werd aldus gesplitst in de Grootvogel en de Kleinvogel. De laatste is een plas tussen Kuitaart en Klein Kuitaart in gelegen.
Voor de gemeentelijke herindeling van Zeeuws-Vlaanderen in 2003 behoorde Kuitaart tot de gemeente Hontenisse.

## Bezienswaardigheden
- Vogelzicht, een grondzeiler uit 1865, die zich bevindt in de buurtschap Klein Kuitaart, ten zuiden van het dorp.
- Lettenburg, een oud landhuis, aan Meerdijk 5.

## Nabijgelegen kernen
- Kloosterzande
- Lamswaarde
- Hengstdijk
- Terhole

Stad: Hulst

Dorpen: Clinge · Graauw · Heikant · Hengstdijk · Kapellebrug · Kloosterzande · Kuitaart · Lamswaarde · Nieuw-Namen · Ossenisse · Sint Jansteen · Terhole · Vogelwaarde · Walsoorden

Buurtschappen: Absdale · Baalhoek · Boschkapelle · Catalijnenweg · Delft · Drie Hoefijzers · Duivenhoek · De Eek · Emmadorp · Fluitershoek · Groenendijk · Halfeind · Hoefkesdijk · Hoek en Bosch · 't Hoekje · 't Jagertje · Kalverdijk · Kampen · Kamperhoek · Keizerrijk · De Knapaf/Droogedijk · Knuitershoek · Koelewei · Koningsdijk · De Kraai · Krabbenhoek · Kreverhille · Kruisdorp · Kruispolderhaven · Kruisweg · Het Lammetje · Luntershoek · Margret · Margretschedijk · Molenhoek · Molenhoek · Muggenhoek (deels) · Noordstraat · Het Oliekot · Oostdijk · Ossenhoek · Oude Kaai · Oudemolen · Oude Stoof · Paal · Patrijzendijk · Patrijzenhoek · Pauluspolder · Perkpolder · Prosperdorp · De Rape · Roskam · Roverberg · Ruischendegat · Rustwat · Saswijk · Schapershoek · Scheldevaartshoek · Schuddebeurs · Sluis/Drie Gezusters · Statenboom · Stoppeldijk (Rapenburg) · Stoppeldijkveer (deels) · Strooienstad · Tasdijk · Tivoli · Tragel · Verkorting · Vijfhoek · Vogelfort · Walenhoek · Zandberg · Zeedorp · Zeegat

Historische plaatsen: Boerenmagazijn · Eekenissepolder · Klein Kuitaart · Vitshoek

Zeeland: Steden en dorpen in Zeeland      Nederland: Provincies · Gemeenten